# 蒙古堇菜
蒙古堇菜（学名：Viola mongolica）为堇菜科堇菜属的植物。分布于朝鲜以及中国大陆的甘肃、辽宁、河北、内蒙古、吉林、黑龙江等地，生长于海拔300米至2,400米的地区，常生于针叶林林下、阔叶林、林缘以及石砾地，目前尚未由人工引种栽培。种名mongolica意为蒙古的。

## 别名
白花堇菜（中国高等植物图鉴）

## 异名
- Viola dolichoceras Ching J.Wang
- Viola liaosiensis P.Y.Fu & Y.C.Teng
- Viola mongolica f. longisepala P.Y.Fu & Y.C.Teng
- Viola yamatsutae Ishid.